# International Near-Earth Asteroid Survey
Le programme International Near-Earth Asteroid Survey (INAS) fut organisé et coordonné par Eleanor Francis Helin durant les années 1980, en tant que volet international du Planet-Crossing Asteroid Survey (PCAS). L'objectif d'INAS était d'étendre la couverture du ciel (PCAS opérait exclusivement depuis l'observatoire Palomar), et de promouvoir la découverte et la recherche d'astéroïdes géocroiseurs (NEA en anglais) à travers le monde.
Il est crédité par le Centre des planètes mineures de la découverte de huit astéroïdes en 1986.
| (4121) Carlin       | 2 mai 1986   |
| (5227) Bocacara     | 4 août 1986  |
| (5722) Johnscherrer | 2 mai 1986   |
| (6694) 1986 PF      | 4 août 1986  |
| (9556) Gaywray      | 8 avril 1986 |
| (9735) 1986 JD      | 2 mai 1986   |
| (10046) Creighton   | 2 mai 1986   |
| (10292) 1986 PM     | 2 août 1986  |